# Presse ethnique du Canada
La presse ethnique du Canada est l’ensemble des publications de presse destinées aux différents groupes ethniques qui composent la population du Canada. Ces publications sont éditées en anglais, en français, mais surtout dans des langues non officielles du Canada.
À noter : au Canada, en français, la presse ethnique peut aussi être appelée « presse multiculturelle », « presse communautaire ethnique » ou « presse ethnoculturelle ».

## Historique
Le phénomène est lié à l’histoire du peuplement du pays aux XXe et XXIe siècles, la presse ethnique s’étant développée avec les vagues d’immigration des années 1920.
Dans son ouvrage L’Anatomie de la presse ethnique au Canada, le Français Jean-Michel Lacroix (recteur, directeur général du Cned depuis 2005) estime que le premier journal ethnique canadien est fut le Die Welt, und Neuschottländische Correspondenz, fondé par des immigrés allemands en janvier 1788 à Halifax (Nouvelle-Écosse). Jusqu’à la fin du XIXe siècle, la presse ethnique est représentée majoritairement par les communautés allemande, suédoise et islandaise.

## Statistiques
En 2006, selon les sources officielles, le pays compte plus de 150 journaux de ce type publiés dans une vingtaine de langues différentes visant une quarantaine d’ethnies différentes, notamment dans les grandes villes comme Toronto, Montréal et Vancouver. 
A Toronto, la principale agglomération canadienne, on dénombre plus de 100 périodiques publiés dans une langue autre que l'anglais ou le français. Il s’agit pour la plupart de d’hebdomadaires ou de mensuels, plus rarement de quotidiens. 
Pour sa part, en 1988, Jean-Michel Lacroix recensait 324 publications utilisant près de 50 langues et s’adressant à plus de 60 groupes culturels. 

## Répartition géographique
Répartition des titres de la presse ethnique par province, selon L’Anatomie de la presse ethnique au Canada, ouvrage publié en 1988 par Jean-Michel Lacroix :
- 57 % en Ontario ;
- 21 % au Québec ;
- 12 % en Colombie-Britannique ;
- 9 % en Saskatchewan ;
- 9 % en Alberta ;
- 6 % au Manitoba.

## Répartition par groupes culturels
Répartition des titres de la presse ethnique par groupe ethno-culturel, selon L’Anatomie de la presse ethnique au Canada, ouvrage publié en 1988 par Jean-Michel Lacroix :
- 9 % destinée aux populations d’origine italienne ;
- 7 % destinée aux populations d’origine chinoise ;
- 7 % destinée aux populations d’origine indienne ;
- 6 % destinée aux populations d’origine ukrainienne ;
- 5 % destinée aux populations juives ;
- 5 % destinée aux populations d’origine allemande ;
- 5 % destinée aux populations d’origine pakistanaise ;
- 4 % destinée aux populations d’origine latino-américaine ;
- 4 % destinée aux populations d’origine arabe ;
- 4 % destinée aux populations d’origine grecque ;
- Autres groupes ethno-culturels possédant plusieurs publications (par ordre décroissant) : Portugais, Roumains, Coréens, Hongrois, Japonais, Philippins, Vietnamiens.
- Groupes ethno-culturels possédant une seule publication : Autrichiens, Biélorusses, Bulgares, Danois, Égyptiens, Iraniens, Macédoniens, Slovènes, Turcs et Yougoslaves (en 1988).

### Sources

#### Presse
« Les voix des communautés », article de Charles Mathon paru dans la revue Quartier libre le 23 mars 2005 (l’article traite uniquement de la presse ethnique au Québec).

#### Ouvrages
- Nicolas Sourice, La presse ethnique dans les grandes métropoles canadiennes : L'exemple de la communauté juive à Montréal, in Études canadiennes, 1997, vol. 23, no42, pp. 53-69,  ISSN 0153-1700
- Jean-Michel Lacroix, L’Anatomie de la presse ethnique au Canada, MSHA/PUB ,1988, 496 pages.

#### Site personnel
- « http://www.aei.ca/~bussiere/la_presse.htm#HISTOIRE%20DE%20LA%20PRESSE%20ETHNIQUE%20%20AU%20CANADA%20(~1800-aujourd'hui) « Histoire de la presse ethnique au Canada » »(Archive.org • Wikiwix • Archive.is • Google • Que faire ?), publié sur le site L’Indicible de Jean-François Bussières.